# Badger (Canada)
Pour les articles homonymes, voir Badger.
Badger est une petite ville au centre de l'île de Terre-Neuve dans la province de Terre-Neuve-et-Labrador au Canada. On y compte 813 habitants (2006), une baisse de 10,5 % par rapport au recensement de 2001.
Badger est traversé par la Route transcanadienne.

## Inondation
En 2003, une sérieuse inondation a été causée par l'Exploits River.

## Aréna
L'aréna de Badger ne sert pas au hockey sur glace mais plutôt à divers sports comme le basket-ball, le ping-pong. C'est comme une maison des jeunes. Un terrain de baseball côtoie l'aréna.

## La Plage
La plage est surnommée le CatWalk. Elle est située près d'un pont piétonnier. La plage borde l'Exploits River qui se jette dans l'Océan Atlantique.